# De Standaard NV
De Standaard N.V., ook wel bekend als De Standaard-groep, is een voormalige Belgische onderneming.

## Geschiedenis
De vennootschap werd opgericht op zaterdag 2 mei 1914 in Hotel Wagner in Antwerpen, telde 151 aandeelhouders en kreeg een beginkapitaal van 250.000 frank.
Toen in 1940 de Tweede Wereldoorlog uitbrak staakte de uitgeverij De Standaard N.V. het publiceren van de krant De Standaard en werd een nieuwe uitgave (Het Algemeen Nieuws) uitgebracht. Na de bevrijding van de Duitse bezetting werd de uitgeverij beschuldigd van collaboratie met de Duitsers. N.V. De Standaard kreeg een publicatieverbod voor twee jaar en daarom werd er een nieuwe uitgeverij opgericht: De Gids N.V., die in november 1944 de krant De Nieuwe Standaard ging uitgeven. Ook andere titels van de oude Standaard-groep werden door dit nieuwe vennootschap voortgezet.
Toen in 1947 het publicatieverbod werd opgeheven eiste De Standaard N.V. haar titels weer terug. De rechtbank stond dit toe. De titel De Nieuwe Standaard werd vervolgens in april 1947 veranderd in De Nieuwe Gids. Vanaf 1 mei van dat jaar werd de krant De Standaard weer uitgegeven.
Op 8 juni 1976 ging de Standaard-groep failliet. De verschillende onderdelen werden opgesplitst en gingen onafhankelijk van elkaar verder.
De Standaard N.V. bestond uit:
- Het dagblad De Standaard (1918-1940, 1947-1976)
- Het dagblad Het Algemeen Nieuws (1940-1944)
- De uitgeverij Standaard Uitgeverij
- De boekhandel Standaard Boekhandel